# 旅愁 (唱歌)
旅愁（りょしゅう）は日本の詩人である犬童球渓が1907年（明治40年）に詞を訳した翻訳唱歌である。
1907年8月に発表された音楽教科書「中等教育唱歌集」で取り上げられて以来、日本人に広く親しまれてきた。原曲はジョン・P・オードウェイによる“Dreaming of Home and Mother”（家と母を夢見て）という1868年作曲の楽曲である。2007年（平成19年）に日本の歌百選の1曲に選ばれた。
中国や台湾では、李叔同の作詞により『送別』の題で広く知られていて、中学校で教えられている。日本と同様にアメリカ音楽だと気がつかない人も多い。1982年の中国の映画『北京の思い出（城南旧事）』（沈潔主演）でも劇中歌として使われた。李叔同は1907年当時日本留学生で東京音楽学校に在籍していたから、日本でこの曲に接し中国語で作詞した可能性がある。2022年2月20日、北京冬季オリンピックの閉会式でこのメロディーが使用された。

## 訳者犬童
犬童は熊本県人吉市に生まれ、東京音楽学校を卒業した。大学卒業後、音楽教師として各地を転々とし、新潟高等女学校に勤務していた期間中に、ジョン・P・オードウェイの『家と母を夢見て』の曲を知り、故郷の熊本県から遠く離れた自分の心情と重ね合わせながら訳詞した。1907年（明治40年）8月に発表された「中等教育唱歌集」において、犬童の訳詞曲として『旅愁』と『故郷の廃家』の2曲が採用された。これはすべて日本国外からの翻訳唱歌を集めた音楽教科書であったが、当時としては画期的な試みのひとつとして各曲にピアノ伴奏楽譜がついていた。当時の翻訳唱歌の大半は「学校唱歌校門を出ず」のレベルにとどまっていたが、犬童球渓の訳詞による『旅愁』はアメリカの曲にもかかわらず、すっかり“日本の歌”として広く親しまれている。

## 原作者
原作者のジョン・P・オードウェイ（1824年 - 1880年）は、アメリカ音楽史に残る歌曲を数多く作曲したスティーブン・フォスター（1826年 - 1864年）や、『大きな古時計』の原作者ヘンリー・クレイ・ワーク（1832年 - 1884年）とほぼ同時期に活動した音楽家であった。彼は医学博士であり、医師の仕事の傍ら楽譜出版業も手がけたが、日本では『旅愁』という曲名で歌い継がれている原曲の“Dreaming of Home and Mother”は、アメリカではほとんど忘れられてしまったという。なお、代表的なクリスマスソングの一つ、ジェームズ・ロード・ピアポント作の『ジングルベル』の原曲"The One Horse Open Sleigh"はオードウェイに献呈されている。

## YouTubeチャンネルリンク
- クラウン少女合唱団
- エヴァン・ウィリアムズ（テノール）（英語: Evan Williams (tenor)）1916年に録音レコード